# Antonius van Paduakerk (Nijmegen)
De Antonius van Paduakerk is een rooms-katholieke kerk aan de Groesbeekseweg in Nijmegen. Het neogotische gebouw werd in 1916-1917 opgetrokken naar een ontwerp van de Rotterdamse architect Jos Margry. De kerk is toegewijd aan de heilige Antonius van Padua. De bouw werd ondersteund door de Kerkbouw-stichting, die tot doel had kerken te bouwen die gewijd werden aan deze heilige.
De Antonius van Paduakerk is een bakstenen driebeukige kruisbasiliek. Het transept heeft twee beuken. Boven de viering bevindt zich een zeskantige koepel met daarop een kleine klokkentoren. Aan de voorzijde van het gebouw had Margry een 50 meter hoge toren ontworpen, maar deze is nooit gerealiseerd. De voor deze toren bedoelde aansluitingspunten zijn nog goed zichtbaar, alsmede de grote spitsboog die als toegang tot de kerk had moeten dienen.
De glas-in-loodramen zijn van de Nijmeegse kunstenaar Piet Gerrits en van Lambert Simon. In de kerk staat een Verschuerenorgel. Naast de kerk bevindt zich de pastorie uit 1917, die eveneens door J. Margry werd ontworpen.
Behalve voor liturgische plechtigheden wordt de kerk ook dikwijls gebruikt voor concerten, met name door koren. In 2008 werd de kerk aangewezen als gemeentelijk monument.
In Nijmegen bevindt zich nog een kerk die aan Antonius van Padua is toegewijd, de Heilige Antonius van Padua-Sint Annakerk, ook wel Groenestraatkerk genoemd. Deze kerk in de wijk Hazenkamp werd ontworpen door Albert Margry, de vader van Jos Margry.